# Мелоун (селище, Нью-Йорк)
Мелоун (англ. Malone) — селище (англ. village) в США, в окрузі Франклін штату Нью-Йорк. Населення — 5483 особи (2020).

## Географія
Мелоун розташований за координатами 44°50′54″ пн. ш. 74°17′22″ зх. д. / 44.84833° пн. ш. 74.28944° зх. д. (44.848221, -74.289580).  За даними Бюро перепису населення США в 2010 році селище мало площу 8,23 км², з яких 8,06 км² — суходіл та 0,17 км² — водойми.

## Демографія
Згідно з переписом 2010 року, у селищі мешкало 5911 осіб у 2570 домогосподарствах у складі 1432 родин. Густота населення становила 718 осіб/км².  Було 2904 помешкання (353/км²).
Расовий склад населення:
| - 96,0 % — білих - 1,1 % — корінних американців - 0,8 % — азіатів - 0,6 % — чорних або афроамериканців |

До двох чи більше рас належало 1,2 %. Частка іспаномовних становила 1,6 % від усіх жителів.
За віковим діапазоном населення розподілялося таким чином: 22,7 % — особи молодші 18 років, 59,0 % — особи у віці 18—64 років, 18,3 % — особи у віці 65 років та старші. Медіана віку мешканця становила 41,0 року. На 100 осіб жіночої статі у селищі припадало 85,0 чоловіків;  на 100 жінок у віці від 18 років та старших — 79,7 чоловіків також старших 18 років.
Середній дохід на одне домашнє господарство  становив 49 145 доларів США (медіана — 36 667), а середній дохід на одну сім'ю — 58 307 доларів (медіана — 49 389). Медіана доходів становила 51 599 доларів для чоловіків та 37 788 доларів для жінок. За межею бідності перебувало 31,1 % осіб, у тому числі 44,1 % дітей у віці до 18 років та 10,9 % осіб у віці 65 років та старших.
Цивільне працевлаштоване населення становило 2156 осіб. Основні галузі зайнятості: освіта, охорона здоров'я та соціальна допомога — 32,6 %, публічна адміністрація — 17,2 %, мистецтво, розваги та відпочинок — 10,7 %, роздрібна торгівля — 10,6 %.